# رشيد بين علي
رشيد بن علي (بالهولندية: Rachid Ben Ali)‏ هو رسام هولندي، ولد في 26 أكتوبر 1978 في تازة في المغرب.

## وصلات خارجية
- الموقع الرسمي